# Japan Football League 2003
Die Japan Football League 2003 war die fünfte Spielzeit der japanischen Japan Football League. An ihr nahmen sechzehn Vereine teil. Die Saison begann am 30. März und endete am 23. November 2003.
Ōtsuka Pharmaceutical SC gewann die Meisterschaft. Weil kein Team die Anforderungen für eine J.-League-Zulassung erfüllen konnte, gab es keine Aufsteiger. Umgekehrt verließen insgesamt zwei Mannschaften die Spielklasse. Der Tabellenletzte FC Kyōto 1993 stieg nach zwei Niederlagen in den Relegationsspielen gegen Gunma FC Horikoshi, dem Zweitplatzierten der Regionalliga-Finalrunde, ab, darüber hinaus zog sich Jatco FC aus finanziellen Gründen am Ende der Saison zurück; die Mannschaft wurde schließlich aufgelöst.

## Modus
Nach der in der Saison 2002 aus Termingründen ausnahmsweise ausgespielten Einfachrunde kehrte der Modus zum gewohnten Doppelrundenturnier zurück. Für einen Sieg gab es drei Punkte; bei einem Unentschieden erhielt jede Mannschaft einen Zähler. Die Tabelle einer jeden Halbserie wurde also nach den folgenden Kriterien erstellt:
1. Anzahl der erzielten Punkte
2. Tordifferenz
3. Erzielte Tore
4. Ergebnisse der Spiele untereinander
5. Entscheidungsspiel oder Münzwurf

Für den Aufstieg in die J. League Division 2 2004 kamen nur Vereine in Frage, die sportliche und wirtschaftliche Kriterien erfüllten und einer finalen Überprüfung durch die J. League standhielten. Die beiden schlechtesten Mannschaften der Tabelle sollten ursprünglich in je zwei Relegationsspielen gegen die beiden Sieger der Regionalliga-Finalrunde spielen, wobei der Sechzehnte dem Meister und der Fünfzehnte dem Zweitplatzierten gegenüberstehen sollte. Durch den Rückzug von Jatco FC am Saisonende jedoch wurde die Teilnahme an der Relegation lediglich für den Tabellenletzten notwendig, der gegen den RL-Finalrunden-Vizemeister antrat. Die Paarung war wie eine Art Miniliga angelegt; die Mannschaft mit den meisten Punkten hielt die Klasse, bei gleicher Punktanzahl entschied zunächst die Tordifferenz und, falls diese auch gleich sein sollte, ein Elfmeterschießen unmittelbar im Anschluss an das Rückspiel.

## Teilnehmer
Insgesamt nahmen sechzehn Mannschaften an der Saison teil, erstmals seit Gründung der Liga spielten damit weniger Mannschaften in der Liga als in der Vorsaison. Direkte Absteiger in die Regionalliga waren hierbei Alouette Kumamoto und Profesor Miyazaki, die beide in die Kyūshū-RL zurückkehrten. Neben diesen beiden Teams verließ außerdem Shizuoka Sangyo University FC, die nach zwei Relegationsspielen erst im Elfmeterschießen gegen Sagawa Printing SC, Zweiter der Regionalliga-Finalrunde, unterlagen, die Spielklasse und widmete sich fortan wieder ausschließlich dem Spielbetrieb in den verschiedenen japanischen Universitätsligen.
Die in der Präfektur Kyōto beheimatete Mannschaft von Sagawa Printing blieb der einzige Aufsteiger aus den Regionalligen, da Finalrunden-Meister Ain Foods SC in seiner Relegations-Paarung gegen Jatco FC ebenfalls knapp im Elfmeterschießen scheiterte.
Auch vor dieser Saison benannte sich ein Verein um. Zum Zweck der größeren Bindung mit dem Umfeld änderte Yokogawa Denki SC seinen Namen zu Yokogawa Musashino FC.
| Verein                   | Stadt/Region                        | Bemerkungen                                        |
| ------------------------ | ----------------------------------- | -------------------------------------------------- |
| ALO's Hokuriku           | Toyama, Toyama                      |                                                    |
| DENSO FC                 | Kariya, Aichi                       |                                                    |
| Ehime FC                 | Matsuyama, Ehime                    |                                                    |
| Honda FC                 | Hamamatsu, Shizuoka                 |                                                    |
| Jatco FC                 | Östliche Präfektur Shizuoka um Fuji |                                                    |
| Kokushikan University SC | Machida, Tokio                      |                                                    |
| FC Kyōto 1993            | Kyōto, Kyōto                        |                                                    |
| Ōtsuka Pharmaceutical SC | Tokushima, Tokushima                |                                                    |
| Sagawa Express Ōsaka SC  | Osaka, Osaka                        |                                                    |
| Sagawa Express Tōkyō SC  | Tokio                               |                                                    |
| Sagawa Printing SC       | Mukō, Kyōto                         | Zweitplatzierter der Regionalligen-Finalrunde 2002 |
| Sony Sendai FC           | Tagajō, Miyagi                      |                                                    |
| Tochigi SC               | Utsunomiya, Tochigi                 |                                                    |
| SC Tottori               | Yonago, Tottori                     |                                                    |
| YKK SC                   | Kurobe, Toyama                      |                                                    |
| Yokogawa Musashino FC    | Musashino, Tokio                    |                                                    |

## Statistik

### Tabelle
| Pl.                    | Verein                   | Sp. | S  | U | N  | Tore    | Diff. | Punkte |
| ---------------------- | ------------------------ | --- | -- | - | -- | ------- | ----- | ------ |
| 1.                     | Ōtsuka Pharmaceutical SC | 30  | 23 | 3 | 4  | 065:210 | +44   | 72     |
| 2.                     | Honda FC                 | 30  | 21 | 4 | 5  | 073:300 | +43   | 67     |
| 3.                     | Ehime FC                 | 30  | 17 | 5 | 8  | 055:390 | +16   | 56     |
| 4.                     | Sagawa Express Ōsaka SC  | 30  | 16 | 6 | 8  | 048:290 | +19   | 54     |
| 5.                     | Sagawa Express Tōkyō SC  | 30  | 15 | 7 | 8  | 054:370 | +17   | 52     |
| 6.                     | YKK SC                   | 30  | 15 | 5 | 10 | 056:380 | +18   | 50     |
| 7.                     | Jatco FC                 | 30  | 15 | 3 | 12 | 045:440 | +1    | 48     |
| 8.                     | Tochigi SC               | 30  | 12 | 9 | 9  | 048:350 | +13   | 45     |
| 9.                     | Sony Sendai FC           | 30  | 13 | 6 | 11 | 046:440 | +2    | 45     |
| 10.                    | SC Tottori               | 30  | 10 | 7 | 13 | 045:500 | −5    | 37     |
| 11.                    | Kokushikan University SC | 30  | 10 | 4 | 16 | 036:640 | −28   | 34     |
| 12.                    | DENSO SC                 | 30  | 9  | 5 | 16 | 041:510 | −10   | 32     |
| 13.                    | Yokogawa Musashino FC    | 30  | 9  | 2 | 19 | 032:650 | −33   | 29     |
| 14.                    | ALO's Hokuriku           | 30  | 7  | 6 | 17 | 023:470 | −24   | 27     |
| 15.                    | Sagawa Printing SC (N)   | 30  | 5  | 6 | 19 | 031:620 | −31   | 21     |
| 16.                    | FC Kyōto 1993            | 30  | 2  | 4 | 24 | 026:680 | −42   | 10     |
| Stand: Ende der Saison |                          |     |    |   |    |         |       |        |

| (N) | Aufsteiger aus der Regionalliga 2002: Sagawa Printing SC |

### Relegation
Nach Ende der Saison fanden kurz vor dem Jahreswechsel die Relegationsspiele zwischen der Japan Football League und den besten Mannschaften der Regionalliga-Finalrunde statt. Die ursprüngliche Planung sah vor, dass der Sechzehnte gegen den Finalrunden-Gewinner und der Fünfzehnte gegen den Zweitplatzierten antreten sollte; nach dem Rückzug von Jatco FC zum Saisonende durfte jedoch der Finalrundenmeister Thespa Kusatsu direkt aufsteigen, der Vizemeister Gunma FC Horikoshi maß sich in zwei Spielen mit dem JFL-Tabellenletzten FC Kyōto 1993, der Vorletzte Sagawa Printing SC wurde verschont.
Beide Spiele wurden durch den klassentieferen Verein gewonnen; nach einem knappen 3:2 im Hinspiel in Takasaki, Gunma konnte das Rückspiel in Kyōto klar mit 5:0 für sich entschieden werden.
| Pl. | Verein             | Sp. | S | U | N | Tore    | Diff. | Punkte |
| --- | ------------------ | --- | - | - | - | ------- | ----- | ------ |
| 1.  | Gunma FC Horikoshi | 2   | 2 | 0 | 0 | 008:200 | +6    | 06     |
| 2.  | FC Kyōto 1993      | 2   | 0 | 0 | 2 | 002:800 | −6    | 0      |